# رمز الحمام

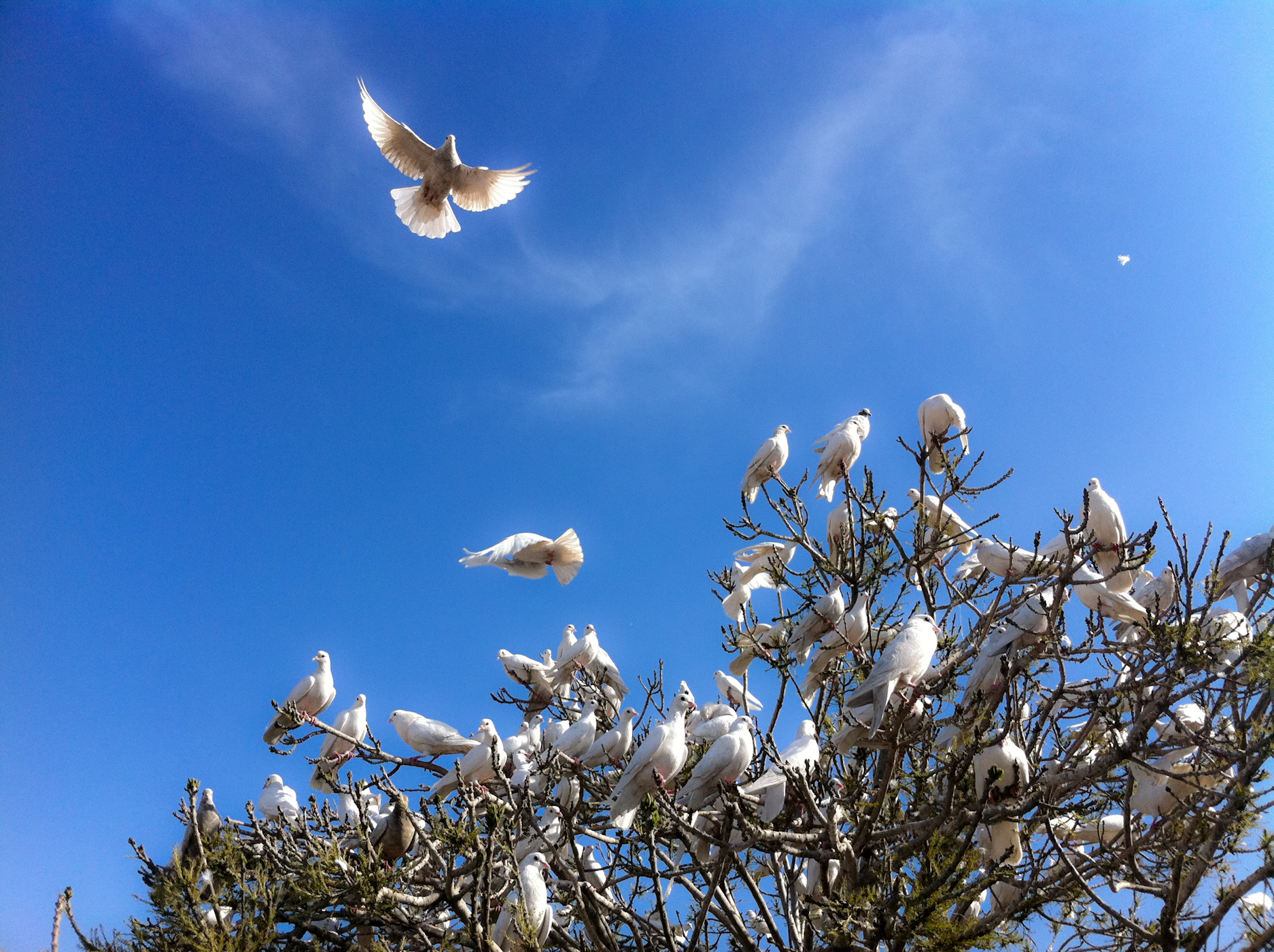
حمامة بيضاء في المسجد الأزرق

يُستخدم الحمام (عادةً في لونه الأبيض) كمجموعة متنوعة من الرمز مثل الحب والسلام أو كرسل. تظهر الحمائم كرموز أيضاً في اليهودية والمسيحية والوثنية، والجماعات العسكرية والسلمية على حدٍ سواء.